# Herb Gujany
Herb Gujany – herb Gujany ustanowiony 25 lutego 1966 roku po tym, jak 21 stycznia został przedstawiony przez królową Elżbietę II.

## Opis
Na herbie przedstawiono kwiat wiktorii królewskiej, trzy niebieskie linie (symbolizujące trzy główne rzeki Gujany oraz narodowego ptaka: hoacyna (łac. Opisthocomus hoazin). Ptak ten nazywany też kośnikiem czubatym występuje tylko w tej części świata. Nad tarczą herbową umieszczono indiański pióropusz, symbolizujący lokalną ludność. Dwa diamenty symbolizują górnictwo. Dwa jaguary podtrzymujące tarczę, trzymają kilof, łodygę trzciny cukrowej oraz ryżu. Na dole znajduje się motto narodowe w języku angielskim One people, One Nation, One Destiny (pol. Jeden lud, jeden naród, jedno przeznaczenie).

## Historia

Kolonialna odznaka Gujany Brytyjskiej 1875–1906
1906–1955
1955–1966